# Mister Hô
 (août 2019).
Si vous disposez d'ouvrages ou d'articles de référence ou si vous connaissez des sites web de qualité traitant du thème abordé ici, merci de compléter l'article en donnant les références utiles à sa vérifiabilité et en les liant à la section « Notes et références ».
Mister Hô (Mister Hô) est un manga d'Akira Toriyama en 23 pages publié dans Weekly Shonen Jump #49 en novembre 1986, et édité en français en 1998 par Glénat dans Akira Toriyama Histoires Courtes volume 2.

## L'histoire
Un ancien béret noir assez macho, monsieur Hô, vit à une époque où la guerre entre le Nord et le Sud fait rage. Il tombe amoureux d'une éleveuse d'autruches et l'aide à se défendre contre la bande de Chaï qui persécute les habitants de la région.

## Analyse
L'action se situe dans une région rurale du Sud dans un paysage fait de champs et de moulins. L'univers est le même que celui où évoluent les personnages de Dragon Ball. On y retrouve des animorphes, des air-cars et une armée qui fait fortement penser à l'armée du Ruban Rouge. La mise en scène est très soignée et fonctionne parfaitement ; alternant plan large pour planter le décor et plans plus serrés pour les scènes d'action. Le style est semi-réaliste et la thématique abordée est la persécution du peuple par l'armée (dont les soldats sont habillés comme des communistes chinois). Monsieur Hô ressemble fort à Yamcha tandis que les autres personnages, eux, sont beaucoup plus typés.